# Lidy von Lüttwitz
Lidy Luise Elisabeth Ottilie Lucy Mary von Lüttwitz (* 19. Februar 1902 in Berlin; † 20. Oktober 1996 in Altenhohenau bei Wasserburg am Inn) war eine deutsche Bildhauerin.

## Leben
Ihre Eltern waren der Gutsbesitzer Freiherr Ernst von Lüttwitz-Warow (* 1871; † 1945) und dessen aus der Altmark stammende erste Ehefrau Ella von Katte-Vieritz (* 1871; † 1910), Tochter der Luise Gräfin Königsmarck und des Diplomaten und Fideikommissherrn Friedrich von Katte. Lidy hatte mehrere Geschwister. Die älteren beiden Brüder Rochus und Gerd waren bis 1945 mit Gutsbesitz im Wartheland ausgestattet. Die beiden jüngeren Geschwister, Jürgen in die USA, und Germa verheiratet mit Carl Freiherr von Essen in Schweden, gingen nach 1945 ins Ausland. Nach dem frühen Tod der Mutter heiratete der Vater Sara-Therese von Alten.
Die in Posen aufgewachsene Lidy von Lüttwitz studierte von 1920 bis 1924 Malerei in Berlin. Zu ihren Mentoren zählten Willy Jaeckel und Leo von König. Anschließend, ab 1924, absolvierte sie ein Bildhauereistudium bei Alexander Oppler an der Hochschule für Bildende Künste in Berlin. Im Jahr 1926 zog Lidy von Lüttwitz nach Paris und begann ein Studium der Bildhauerei und Malerei an der Staatlichen Hochschule der Schönen Künste (École nationale supérieure des beaux-arts de Paris), an der auch der Maler Henri Matisse studiert hatte. Zu ihren Lehrern in Frankreich gehörten der Bildhauer François Léon Sicard und der kubistische Maler André Lhote. Von 1928 bis 1932 besuchte sie die Akademie der Steinwerkklasse in Berlin. Danach eröffnete sie ihr eigenes Atelier, hatte aber während der Zeit des Nationalsozialismus aufgrund der fehlenden Kunstfreiheit keine Möglichkeit, ihre Arbeiten auszustellen.
Nach 1945 fand man ihre Werke in Ausstellungen in der Galerie Gerd Rosen in Berlin, im Städtischen Museum Leverkusen, in Schloss Morsbroich, der Galerie Günther Franke in München, dem Museum Villa Stuck in München und in der Städtischen Galerie in Rosenheim. 1952 erhielt sie den Berliner Kunstpreis für Bildhauerei, wie ein Jahr zuvor ihre Künstlerfreundin Louise Stomps, mit der sie Anfang der 30er Jahre auch eine Ateliergemeinschaft hatte.
Im Jahr 1959 siedelte Lidy von Lüttwitz nach München und 1970 nach Altenhohenau bei Wasserburg am Inn um, wo sie am 20. Oktober 1996 verstarb.

## Künstlerischer Werdegang

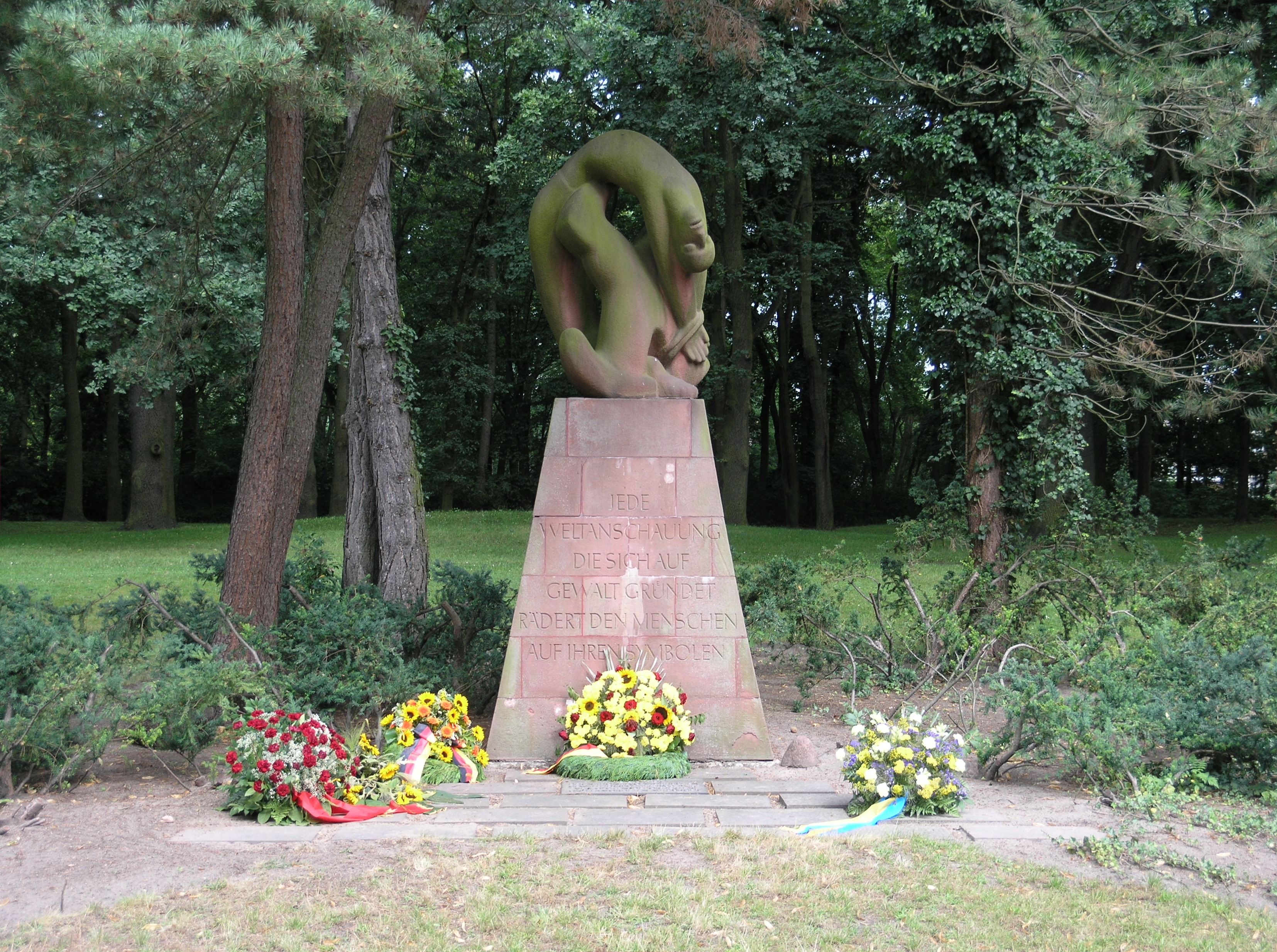
Skulptur Mahnmal der Gewalt (1955), Gedenkstein am Rathauspark

Ihre Skulpturen bestehen aus den unterschiedlichsten Materialien, wie Holz, Sandstein, Marmor, Bronze, Blei und Dolomit.
Die fast gehörlose Künstlerin gab ihren Kindern, wie sie ihre Schöpfungen auch nannte, selten konkrete Namen, sondern überließ die Interpretation dem Betrachter. Auch dadurch wird in ihren Werken die innere Zwiesprache aufgrund ihres eingeschränkten Hörvermögens deutlich.
In Berlin-Wittenau (Bezirk Reinickendorf), nordwestlich des Rathausparks, steht ihre 4,5 Meter hohe Skulptur Mahnmal der Gewalt. Zu sehen ist eine auf ein Rad geschnürte stilisierte Figur. Das Rad erinnert vage an ein Hakenkreuz. Diese Skulptur befindet sich auf einem trapezförmigen Sockel aus rotem Sandstein. Das Mahnmal soll an alle Opfer des Nationalsozialismus erinnern.
Nach ihrem Umzug nach Altenhohenau bearbeitete sie ihre großen Skulpturen auch mit 90 Jahren noch auf Gerüsten. Im November 2009 wurde ihre Skulptur Lebensformen auf dem Skulpturenweg in Obing (Oberbayern) durch Vandalismus stark beschädigt. Das Werk, aus einem Stück Elbsandstein gehauen, war eine Leihgabe des Wasserburger Architekten Rudi Kammerl.

## Ehrungen
1952 Kunstpreisträgerin der Stadt Berlin.
Der Auftrag für das Mahnmal in Berlin-Reinickendorf erfolgte 1954, nach der Verleihung des Berliner Kunstpreises von 1952 und stellte für von Lüttwitz, die während dieser Zeit keine Möglichkeit hatte, ihre Werke auszustellen, eine besondere Ehrung dar.

## Werke (Auswahl)

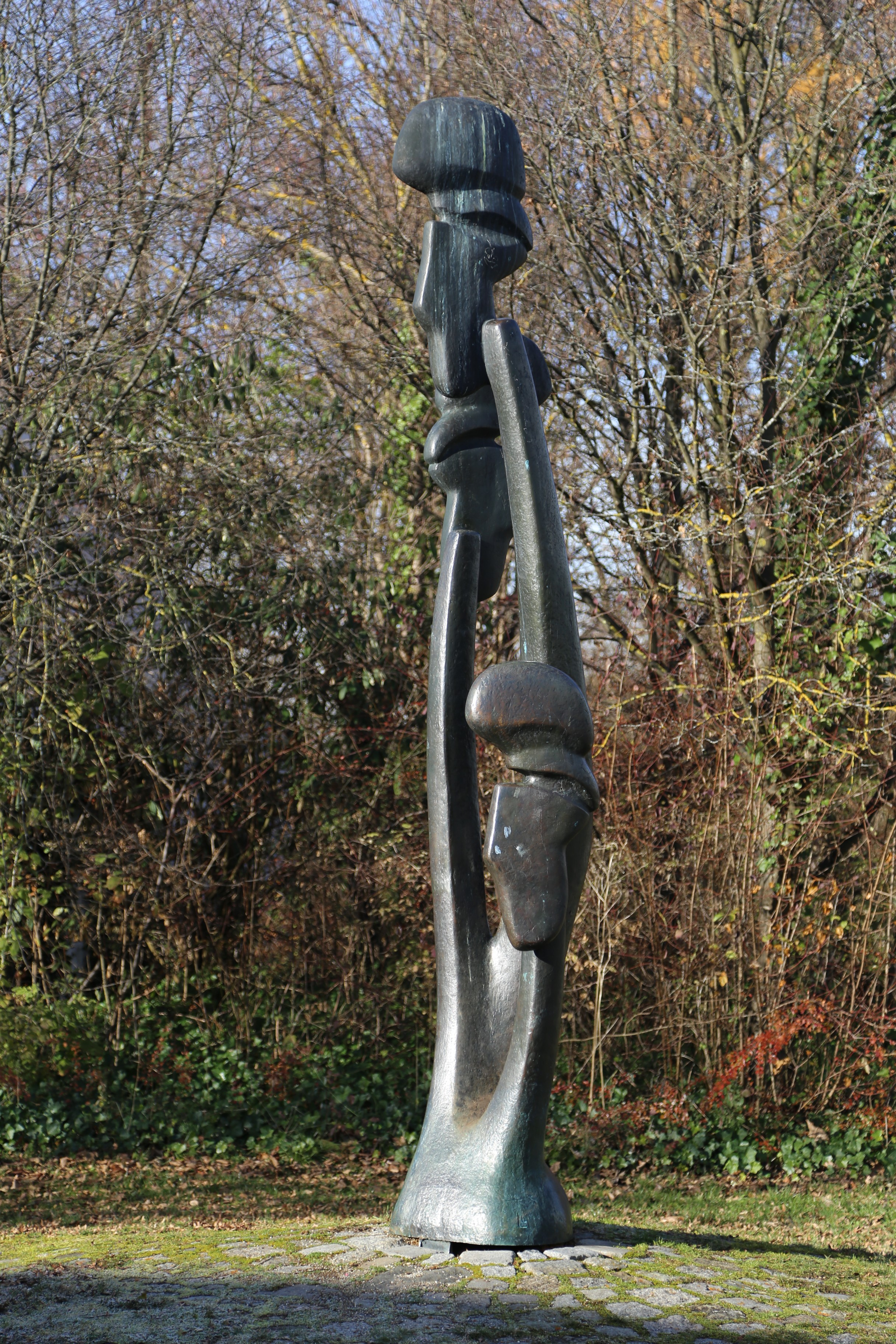
Entfaltung IV (1989), München-Neuperlach

- Grabstein, 1930/31, Muschelkalk, Höhe 88 cm
- Grüner Stein, 1942, Dolomit, Höhe 38 cm
- Die Frau, 1943, Eichenholz, Höhe 155 cm
- Plastik in Blei, 1947, Blei, Höhe 24 cm
- Primitive, 1947, Eichenholz, Höhe 90 cm
- Gespalten II, 1952, Bronze, Höhe 18 cm
- Stehender Jüngling, 1954, vor Rathaus Reinickendorf
- Mahnmal der Gewalt, 1955, Standort: Rathauspark Berlin-Wittenau (Abbildung)
- Kreatur, 1956, Marmor, Höhe 110 cm
- Gespalten IV, 1958, Bronze, Höhe 36 cm
- Die Austreibung, 1973, Buche bemalt, Höhe 150 cm
- Flüchtlinge, 1979, Holz bemalt, Höhe 200 cm
- Stele, 1985, Sandstein, Höhe 153 cm
- Entfaltung IV, 1989, Standort: München-Neuperlach (Abbildung)

## Ausstellungen (Auswahl)
- Juli/August 1948: Galerie Gerd Rosen, Berlin, Teilnahme an der Sommerausstellung Künstlerkreis der Galerie Gerd Rosen
- 19. Juni bis 27. Juli 1986: Bestehend – Lebend – Gegenwärtig. Monika Baumgartl, Renate Bertlmann, Shigeko Kubota, Lidy von Lüttwitz, Nancy Spero, Museum Villa Stuck, München,
- 10. Juli bis 2. August 1992: Lidy von Lüttwitz, Skulpturen, Galerie im Rathaus, München | Barbara-Gross-Galerie, München
- 15. August bis 11. Oktober 1992: Lidy von Lüttwitz, Skulpturen, Städtische Galerie Schloss Oberhausen

## Genealogie
- Hans Friedrich von Ehrenkrook, Friedrich Wilhelm Euler, Jürgen von Flotow, Walter von Hueck, u. a.: Genealogisches Handbuch der Freiherrlichen Häuser. A (Uradel) 1956. Band II, Band 13 der Gesamtreihe GHdA. Hrsg. Deutsches Adelsarchiv, C. A. Starke Verlag, Glücksburg (Ostsee) 1956, ISSN 0435-2408 S. 273–274.
- Gothaisches Genealogisches Taschenbuch der Freiherrlichen Häuser. Zugleich Adelsmatrikel der D.A.G. Teil A (Uradel). 1942. Jg. 92, Justus Perthes, Gotha 1941, S. 289–290.